# Lestinogomphus angustus
Lestinogomphus angustus är en trollsländeart som beskrevs av Martin 1912. Lestinogomphus angustus ingår i släktet Lestinogomphus och familjen flodtrollsländor. IUCN kategoriserar arten globalt som livskraftig. Inga underarter finns listade i Catalogue of Life.